# 20 ربيع الأول
- السبت
- الأحد
- الاثنين
- الثلاثاء
- الأربعاء
- الخميس
- الجمعة

- 2731 أغسطس 2024
- 281 سبتمبر 2024
- 292 سبتمبر 2024
- 303 سبتمبر 2024
- 14 سبتمبر 2024
- 25 سبتمبر 2024
- 36 سبتمبر 2024
- 47 سبتمبر 2024
- 58 سبتمبر 2024
- 69 سبتمبر 2024
- 710 سبتمبر 2024
- 811 سبتمبر 2024
- 912 سبتمبر 2024
- 1013 سبتمبر 2024
- 1114 سبتمبر 2024
- 1215 سبتمبر 2024
- 1316 سبتمبر 2024
- 1417 سبتمبر 2024
- 1518 سبتمبر 2024
- 1619 سبتمبر 2024
- 1720 سبتمبر 2024
- 1821 سبتمبر 2024
- 1922 سبتمبر 2024
- 2023 سبتمبر 2024
- 2124 سبتمبر 2024
- 2225 سبتمبر 2024
- 2326 سبتمبر 2024
- 2427 سبتمبر 2024
- 2528 سبتمبر 2024
- 2629 سبتمبر 2024
- 2730 سبتمبر 2024
- 281 أكتوبر 2024
- 292 أكتوبر 2024
- 303 أكتوبر 2024
- 14 أكتوبر 2024

20 ربيع الأوَّل أو 20 ربيع الأنوار أو يوم 20 \ 3 (اليوم العُشرون من الشهر الثالث) هو اليوم التاسع والسبعين من أيَّام السنة (أو الثمانين لو كان شهر صفر مُتممًا لليوم الثلاثين) وفق التقويم الهجري القمري (العربي). يبقى بعده 275 أو 276 يومًا لانتهاء السنة.

## أحداث
- 15 هـ - دخول الخليفة الراشد الثاني عمر بن الخطاب مدينة القدس.
- 329 هـ - تولي أبو إسحٰق إبراهيم المتقي لله الخلافة الإسلامية، وهو الخليفة الحادي والعشرون في سلسلة خلفاء الدولة العباسية.
- 955 هـ - العثمانيون يفتحون مدينة تبريز الإيرانية إحدى أهم مدن الدولة الصفوية، للمرة الرابعة، في عهد السلطان العثماني سليمان القانوني، الذي قضى في المدينة عدة أيام.
- 979 هـ - القائد العثماني «لاله مصطفى باشا» يفتح جزيرة قبرص بعد 13 شهرًا من الحصار والقتال، وقد نقل العثمانيون كثيرًا من الأتراك الأناضوليين وأسكنوهم في الجزيرة، والتي ارتفع عدد سكانها من 120 ألفًا عند الفتح إلى 360 ألفًا بعد الفتح بفترة قليلة.
- 1185 هـ - الروسيون يستولون على شبه جزيرة القرم بالكامل وينهون الحكم العثماني في القرم الذي استمر 296 عامًا، وهو ما مهد السبيل لروسيا للنزول إلى البحر الأسود، ولم يعد هذا البحر بحيرة عثمانية مغلقة.
- 1246 هـ - الاستعمار الفرنسي يبدأ في وضع يده على الأوقاف الإسلامية بالجزائر، وانتهى هذا الأمر بتصفية الأوقاف الإسلامية لصالح الاستيطان الفرنسي.
- 1363 هـ - المناضل الجزائري فرحات عباس يؤسس حركة أصدقاء البيان والحرية التي تنادي باستقلال الجزائر.
- 1365 هـ - اللجنة العامة للعمال والطلبة المصريين تدعو إلى إضراب عام ضد سلطات الاحتلال البريطاني ردًا على حادثة كوبري عباس التي وقعت قبل 12 يومًا عرف باسم يوم الجلاء، وخرج أكثر من مئة ألف شخص في مظاهرة اشتبكت بقوة مع القوات البريطانية في ميدان التحرير التي فتحت النار عليهم فقام الطلاب المتظاهرون بحرق أحد المعسكرات البريطانية، وإمتدت الثورة الطلابية إلى أسيوط جنوبًا والإسكندرية شمالًا، وقد سقط بالأحداث 28 شهيدًا و432 جريحًا، وقد انتقلت الأنباء إلى عدة دول عربية منها سوريا والسودان والأردن ولبنان لتعلن إضرابًا عامًا تضامنًا مع طلاب مصر.
- 1368 هـ - كوبا تعترف بإسرائيل.
- 1376 هـ - توقيع بروتوكول سيفرز بين إنجلترا وفرنسا وإسرائيل والذي رسم دور كل دولة خلال العدوان الثلاثي على مصر.
- 1424 هـ - زلزال يضرب شمال الجزائر ويقتل أكثر من 2000 شخص.
- 1425 هـ - اغتيال الرئيس الشيشاني الموالي لموسكو أحمد قديروف، في انفجار استهدفه أثناء وجوده في ملعب بالعاصمة غروزني، وأسفر الانفجار أيضا عن مقتل 32 شخصًا وإصابة أكثر من 46 آخرين.
- 1432 هـ - عودة الملك عبد الله بن عبد العزيز إلى بلاده بعد قضاء فترة النقاهة في المغرب بعد جراحة أجريت له خارج المملكة.
- 1435 هـ - تفجير يستهدف الضاحية الجنوبية لبيروت.
- 1437 هـ - اندلاع حريق ضخم في فندق العنوان داون تاون في مدينة دبي.
- 1438 هـ -
  - اغتيال أندريه كارلوف، السفير الروسي في تركيا جراء تعرضه لهجوم مسلح في أنقرة، على يد شرطي يدعى مولود آلطن طاش قال أنه فعل ذلك انتقامًا من المشاركة الروسية في قصف حلب.
  - مقتل شخص وإصابة 3 آخرين إثر هجوم على مركز إسلامي بمدينة زيورخ السويسرية وانتحار منفذ الهجوم.
- 1441 هـ - شركة أرامكو السعودية تطرح جزءًا من أسهمها للاكتتاب العام في السوق المالية السعودية.
- 1446 هـ - غارات إسرائيلية كثيفة ومستمرة على لبنان، تؤدي إلى مقتل أكثر من 500 شخص وإصابة أكثر من 1000 آخرين، من بينهم أطفال ونساء ومسعفين.

## مواليد
- 520 هـ - ابن رشد، فيلسوف، وطبيب، وفقيه، وقاضي، وفلكي، وفيزيائي مسلم أندلسي.
- 1297 هـ - إبراهيم حمروش، شيخ الأزهر السابع والثلاثون.
- 1304 هـ -
  - نبوية موسى، رائدة حركة تعليم الفتيات في مصر.
  - أمين الرافعي، أحد رواد الصحافة والحركة الوطنية في مصر.
- 1318 هـ - يوسف وهبي، ممثل مصري ملقب بعميد المسرح العربي.
- 1349 هـ - يحيى الجمل، فقيه دستوري وسياسي مصري.
- 1373 هـ - بوسي، ممثلة مصرية.
- 1380 هـ - أشرف عبد الباقي، ممثل مصري.
- 1392 هـ - عايدة أبو نوار، مغنية أردنية.
- 1394 هـ - إلين خلف، مغنية لبنانية.
- 1399 هـ - سونغول أودان، ممثلة تركية.
- 1400 هـ - أوزان تشوبان أوغلو، ممثل تركي.
- 1402 هـ - نورهان، ممثلة مصرية.
- 1407 هـ - أيتن عامر، ممثلة مصرية.
- 1413 هـ - روان الصايغ، ممثلة كويتية.

## وفيات
- 1413 هـ - عائشة إبراهيم، ممثلة كويتية.
- 1421 هـ - رشدي المهدي، ممثل مصري.
- 1425 هـ - أحمد قديروف، رئيس الشيشان الأسبق.
- 1435 هـ - فاروق نجيب، ممثل مصري.
- 1438 هـ - مولود آلطن طاش، شرطي تركي وقاتل السفير الروسي أندريه كارلوف.

## وصلات خارجية
- موقع قصة الإسلام: حدث في شهر ربيع الأوَّل.